# Aegialodon
Aegialodon dawsoni era un mamífero del temprano Cretáceo, descubierto por sus dientes fosilizados que fueron encontrados en la Formación de Arcilla Wadhurst (datando de hace aproximadamente 136 millones de años), cerca de Cliff End, Hastings, East Sussex.

## En cultura popular
El Aegialodon es fuertemente presentado en varios capítulos de la novela Raptor El Rojo, (la cual crónica un año en la vida de una hembra Utahraptor), como feroz depredador de escorpiones y otros artrópodos, así como el antepasado de todos los mamíferos vivientes.